# کازوهیسا اییجیما
کازوهیسا اییجیما (انگلیسی: Kazuhisa Iijima؛ زادهٔ ۶ ژانویهٔ ۱۹۷۰) بازیکن فوتبال اهل ژاپن است.
از باشگاه‌هایی که در آن بازی کرده‌است می‌توان به باشگاه فوتبال کاوازاکی فرونتال، باشگاه فوتبال ناگویا گرامپوس، و باشگاه فوتبال آویسپا فوکوئوکا اشاره کرد.